# Ibrahim al-Roubaich
Ibrahim Souleïman Mohammed al-Roubaich est un islamiste saoudien. Il est depuis 2006, l'idéologue religieux d'al-Qaïda. Il est né à Buraïdah (région d'al-Qasim) en 1980.
Al-Roubaich fait des études religieuses à l'université de l'Imam Mohammed ben Saoud et en sort avec un BA en chariah. Il rejoint les camps d'entraînement d'al-Qaïda en Afghanistan. Il est arrêté par le Pakistan alors qu'il fuit l'Afghanistan, remis aux États-Unis puis interné au camp de Guantánamo. Considéré comme « ennemi combattant », il reste en prison pendant 5 ans.
Al-Roubaich dit qu'il s'est entraîné à al-Farouq, pour le Djihad, mais qu'il ne savait pas que c'était un camp d'al-Qaïda. Il a été arrêté à Tora Bora mais il affirme qu'il passait pour aller vers le Pakistan et qu'il n'était pas lié aux combats. Les États-Unis l'expulsent alors de Guantánamo pour l'Arabie saoudite.